# Usine de teinturerie Laval et Cie
 (février 2022).
L’ Usine de teinturerie Laval et Cie  était une ancienne usine de teinture située à Reims, en France.

## Localisation
L’Usine de Teintures, Blanchiment et Apprêt de Tissus Laine et Laine et Soie Reims, dite Usine Laval et Cie était située dans le département français de la Marne, sur la commune de Reims, rue du Mont-d'Arène.

## Historique
L'usine de teinturerie Laval et Cie est créée vers 1874 dans le Faubourg Clairmarais.
L'usine est une première fois détruite pendant la Première Guerre mondiale et reconstruite entièrement vers 1920. Elle fonctionne alors uniquement grâce à l'énergie électrique. 
En 1948, l'usine emploie six cents ouvriers.
Fortement touché par la crise de 1950-1955, la firme Laval et Cie fusionne une première fois avec la Lainière de Roubaix qui détiendra alors 30 % des parts. En 1960 la Lainière de Roubaix augmente sa participation à hauteur de 55 %. La famille Laval dirige encore l’entreprise
En 1968, nouvelle évolution, la Lainière de Roubaix se retire de l’affaire et est remplacée par Les établissements Curtauld de Vienne (38) avec le retrait de l’affaire de la famille Laval.
La cessation d'activité intervient en 1976 et la démolition interviennent vers 1980.

## Évolution du site de la teinturerie
Elle a été remplacée par des immeubles à logements.

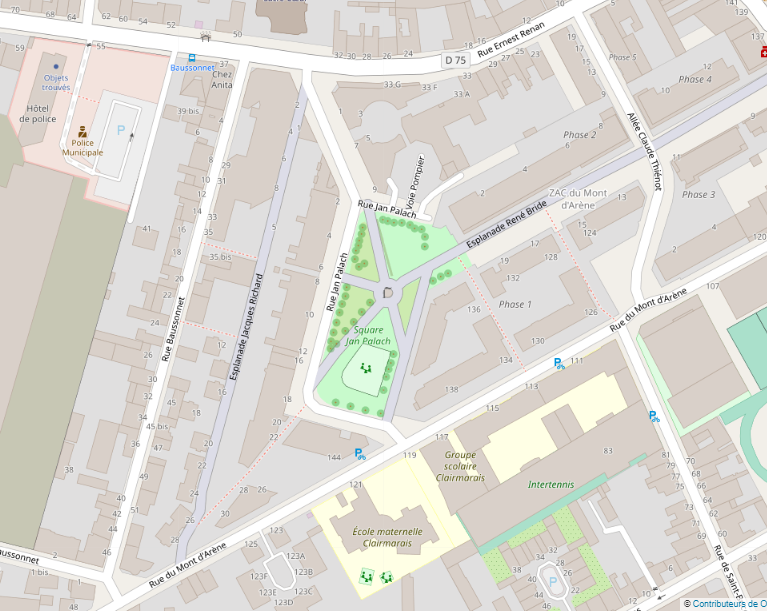
Construction (source : OSM).
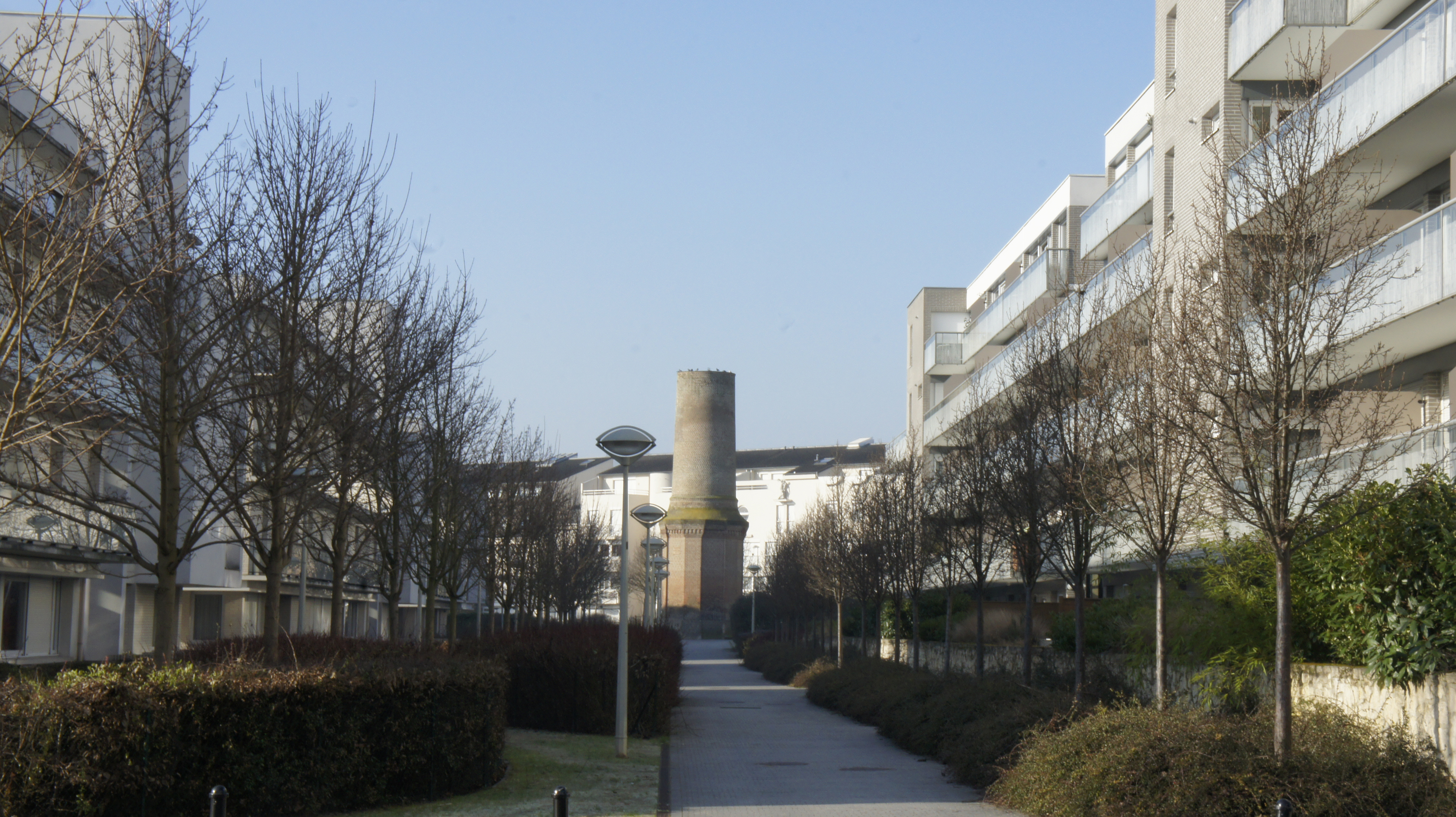

La cheminée, construite par l'entreprise Staquet en 1883, est le dernier vestige de l'établissement. Elle porte une plaque gravée scellée sur une de ses faces (en partie inférieure) avec l'inscription : STAQUET/ Constructeur/ REIMS - 1883/ N° 44.
Elle est reprise à l’Inventaire général du patrimoine culturel de la région Grand-Est.